# Dactylella oxyspora
Dactylella oxyspora (Sacc. & Marchal) Matsush. – rodzaj grzybów workowych. Grzyb saprotroficzny i drapieżny żywiący się nicieniami glebowymi.

## Systematyka i nazewnictwo
Pozycja w klasyfikacji według Index Fungorum: Dactylella, Orbiliaceae, Orbiliales, Orbiliomycetidae, Orbiliomycetes, Pezizomycotina, Ascomycota, Fungi.
Po raz pierwszy opisali go w 1885 r. Pier Andrea Saccardo i Élie Marchal nadając mu nazwę Monacrosporium oxysporum. Obecną, uznaną przez Index Fungorum nazwę nadał mu Takashi Matsushima w 1971 r.
Synonimy
- Dactylella rhombospora Grove 1886
- Monacrosporium oxysporum Sacc. & Marchal 1885

## Morfologia i tryb życia
Dactylella oxyspora na podłożu PDA tworzy białe kolonie, początkowo bezbarwne, ale szybko tworzące zwarte kępki o nieregularnych krawędziach. W temperaturze 25 °C po 15 dniach od inkubacji osiągają średnicę 2–2,5 cm. Strzępki wegetatywne szkliste, septowane, rozgałęzione, przeważnie o szerokości 1–3 μm. Konidiofory proste, stojące, proste lub lekko zakrzywione, szkliste, czasem sympodialnie rozmnażające się na wierzchołku, tworzące 1–7 konidiów o długości 80–234 μm, szerokości 2–3 μm u podstawy i 2–2,5 u góry. Konidia szkliste, przeważnie wrzecionowate, czasami maczugowate, proste lub nieco zakrzywione, z 6–11 przegrodami, o wymiarach 50,5– (66,5) –98,5 × 9– (10,5) –12 μm. Wytwarzają się chlamydospory.
Grzyby z rodzaju Dactylella to grzyby nematofagiczne. Grzyby te tworzą pętlę z kilku podłużnych komórek. Gdy dostanie się w nią nicień komórki te w ciągu 1/10 s pęcznieją zaciskając pętlę i zatrzymując nicienie. Ciało unieruchomionego i zwykle uśmierconego nicienia przerastają strzępki grzyba odżywiające się jego ciałem.
Dactylella oxyspora to anamorfa. Jej teleomorfą jest Orbilia fimicoloides

## Występowanie i siedlisko
Gatunek szeroko rozprzestrzeniony. Podano występowanie Dactylella oxyspora w Chinach, Niemczech, Japonii, Holandii, USA. Znany jest także w Polsce.
Zidentyfikowany został w glebie i w odchodach królików.

## Gatunki podobne
D. oxyspora wykazuje duże podobieństwo do Dactylella atractoides w morfologii konidiów i konidioforów. Po pierwsze, oba z nich wytwarzają wrzecionowate, czasami maczugowate, wieloprzegrodowe konidia o podobnej wielkości; D. oxyspora 6–11-septate, 50,5– (66,5) –98,5 × 9– (10,5) –12 μm, D. atractoides 5–11–septowe, 46– (65,5) –88,5 × 8,5 – (9) –12 μm; po drugie, ich konidiofory są proste lub rozwinięte sympodialnie, przez co stają się dość szeroko rozgałęzione. Charles Drechsler w 1943 r. wspomniał o podobieństwie między D. oxyspora i D. atractoides i wyróżnił te gatunki na podstawie krótszych konidiów z okrągłymi końcami u D. atractoides. Morfologia jednak nie różnicuje jednak tych gatunków. Zgodnie z wymienionymi powyżej przyczynami oraz dowodami molekularnymi, D. atractoides powinno być synonimem D. oxyspora.